# Hildisrieden
Hildisrieden är en ort och kommun i distriktet Sursee i kantonen Luzern, Schweiz. Kommunen har 2 468 invånare (2023).